# Legado do Império Romano

Espanhol
Francês
Italiano
Português
Romeno
(cores escuras indicam língua oficial; cores claras, língua de uso comum)

A Civilização Romana antiga contribuiu grandemente para o desenvolvimento do direito, arte, literatura, arquitetura, tecnologia, religião,  governo, e da linguagem no mundo ocidental e sua história continua a ter uma grande influência sobre o mundo até os dias de hoje. Os romanos assimilaram muitos aspectos da cultura dos povos vencidos, principalmente dos gregos. Dotados de notável senso prático, souberam reelaborar essas influências, nas quais introduziram inovações que levaram à formação de uma cultura original.

## Línguas românicas
As línguas românicas são a continuação do latim vulgar, o popular dialeto do latim falado pelos soldados, colonos e mercadores do Império Romano, que se distinguia da forma clássica da língua falada pelas classes superiores romanas, a forma em que a língua era geralmente escrita.
De seu idioma, o latim, derivaram diversas línguas modernas, como o português, o francês, o catalão, o espanhol, o romeno e o italiano.

## Alfabeto Romano

Usa apenas letras latinas
Letras latinas usadas em combinação com outras letras

Eles também deixaram o alfabeto e os números romanos. O alfabeto latino é usado na maioria das línguas indo-europeias, incluindo todas dos grupos românico, céltico, báltico e germânico (com a exceção do ídiche) e algumas do grupo eslavo.
Geograficamente, isso inclui toda a Europa Ocidental, as Américas e boa parte da África Subsaariana e da Oceania. Além disso, ao longo dos processos de colonização, diversas outras línguas e localidades adotaram a escrita romana, com destaque para as línguas turcomanas na Turquia e no Cáucaso e para o malaio falado na Malásia e na Indonésia.

## Literatura latina e filosofia
Herdeira das formas literárias criadas pelos gregos, a sociedade romana foi um centro de difusão cultural, reunindo poetas, filósofos, juristas, teatrólogos e historiadores.
Um de seus mais notáveis escritores foi o poeta Virgílio, autor da Eneida, poema épico que narra a história de Eneias, herói proveniente da cidade de Troia, que escapou da destruição da cidade na guerra contra os gregos, se refugiou na península Itálica, e seria o ancestral dos fundadores de Roma.
Além dele, destacou-se na poesia Horácio, poeta lírico que viveu no tempo do imperador Augusto, cujas realizações enalteceu. Sua poesia está impregnada dos valores característicos do estoicismo e do epicurismo, correntes filosóficas de seus tempo. Escreveu Odes, Sátiras, Epístolas e outras obras, combinando virtuosismo métrico e sobriedade de expressão.
Na oratória e no pensamento político, Cícero foi o nome mais importante. Entre os historiadores distinguiram-se Tito Lívio e, principalmente, Públio Cornélio Tácito, cuja obra mais importante são os Anais, que tratam da história romana durante o período que se estende da morte de Augusto até o governo de Nero. Tácito foi um dos primeiros escritores não-cristãos a registrar a crucificação de Jesus Cristo.
No âmbito do pensamento filosófico, tornaram-se populares o epicurismo e o estoicismo. O estoicismo foi mais difundido e teve no filósofo Sêneca e no imperador Marco Aurélio seus principais adeptos.

## Instituições
O Império Romano também contribuiu com sua forma de governo, o que influencia constituições diferentes, incluindo as da maioria dos países europeus e muitas das ex-colônias europeias. Nos Estados Unidos, por exemplo, os autores da constituição observaram, na criação da presidência, que eles queriam inaugurar uma "Era Augusta". O mundo moderno também herdou o pensamento jurídico de direito romano, totalmente codificada na antiguidade tardia. Regendo um vasto território, os romanos desenvolveram a ciência da administração pública de um modo nunca antes concebido ou necessário, criando um amplo serviço civil e métodos formais de cobrança de impostos.
Após a queda do Império Romano, vários estados alegaram ser os sucessores do Império Romano, depois da queda do Império Romano do Ocidente. O Sacro Império Romano, uma tentativa de ressuscitar o império no Ocidente, foi criado em 800, quando o Papa Leão III coroou o rei franco Carlos Magno como imperador romano no dia de Natal, embora o império e o escritório imperial não se tornaram formalizados por algumas décadas. Após a queda de Constantinopla, o Grão-Ducado de Moscovo, como herdeiro da tradição ortodoxa cristã do Império Bizantino, proclamava a si mesmo como a Terceira Roma  (Constantinopla teria sido a segunda). Estes conceitos são conhecidos como Translatio Imperii.
Quando os otomanos, que basearam seu Estado no modelo Bizantino, tomaram Constantinopla em 1453, Maomé II, o Conquistador estabeleceu sua capital lá e alegou sentar-se no trono do Império Romano.  Ele foi tão longe a ponto de lançar uma invasão à Itália com o propósito de "reunificar o império", embora os exércitos papal e napolitano tenham parado a sua marcha para Roma em Otranto em 1480. Constantinopla somente foi oficialmente renomeada para Istambul em 28 de março de 1930.
Excluindo esses estados que reivindicam a herança romana, se a data tradicional para a fundação de Roma for aceita como verdadeira, pode-se dizer que o Estado romano durou, em alguma forma, de 753 a.C. até a queda em 1461 do Império de Trebizonda (um Estado sucessor e fragmento do Império Bizantino, que escapou da conquista pelos otomanos em 1453), totalizando 2.214 anos de existência. O impacto romano sobre as civilizações ocidental e oriental existe até os dias atuais.

## Engenharia
Na arquitetura, a colunata e o frontão do templo grego foram conservados, mas os romanos imprimiram a esses elementos proporções grandiosas, que refletiam sua própria experiência imperialista. Ao mesmo tempo, introduziram novos elementos arquitetônicos, como o arco redondo e a cúpula. Com as novas técnicas, edificaram templos, casas de banho, anfiteatros, pontes, arcos de triunfo, aquedutos e monumentos diversos, muitos dos quais sobrevivem até os dias de hoje.
O extenso sistema de estradas que foi construído pelo exército romano dura até hoje. Devido a esta rede de estradas, o tempo necessário para viagens entre os destinos na Europa não diminuiu desde a Antiguidade até o século XIX, quando a energia a vapor foi aplicada aos transportes. Com o tempo, muitas das conquistas romanas foram duplicadas por civilizações posteriores. Por exemplo, a tecnologia do cimento foi redescoberta por John Smeaton (1755-1759).

## Artes plásticas
Do mesmo modo em que outros campos do conhecimento, a grande fonte de inspiração e referência das artes romanas foi a Grécia Antiga. Mas, também como  nas outras áreas, os romanos colocaram na pintura, na escultura e na arquitetura seu próprio temperamento e sua visão de mundo. Assim, a escultura romana procurava reproduzir de modo realista a fisionomia dos indivíduos retratados, sobretudo dos grandes personagens públicos.

## O direito romano
Uma notável contribuição romana à cultura ocidental ocorreu no campo do direito[carece de fontes?]. De fato, o direito romano permanece até hoje entre os fundamentos do direito contemporâneo.
Como quase tudo em Roma, as leis surgiram para dar uma solução prática aos problemas criados pelas lutas entre os grupos sociais e pelas guerras de conquista[carece de fontes?]. Afinal, Roma dominava um vasto e variado mosaico de povos, unidos por vínculos econômicos, políticos e culturais. Criar normas jurídicas que permitissem a coexistência de tão diferentes costumes e tradições tornou-se uma necessidade.
O direito romano desenvolveu-se gradualmente, tendo como ponto de partida a Lei das Doze Tábuas (450 a.C.)[carece de fontes?]. Posteriormente, aprimorou-se com as leis votadas pelas assembleias, com os decretos do senado e teve sua completa sistematização no período do império. Compunha-se de três grandes ramos:
- O jus civile (Direito civil), aplicável apenas aos cidadãos de Roma.

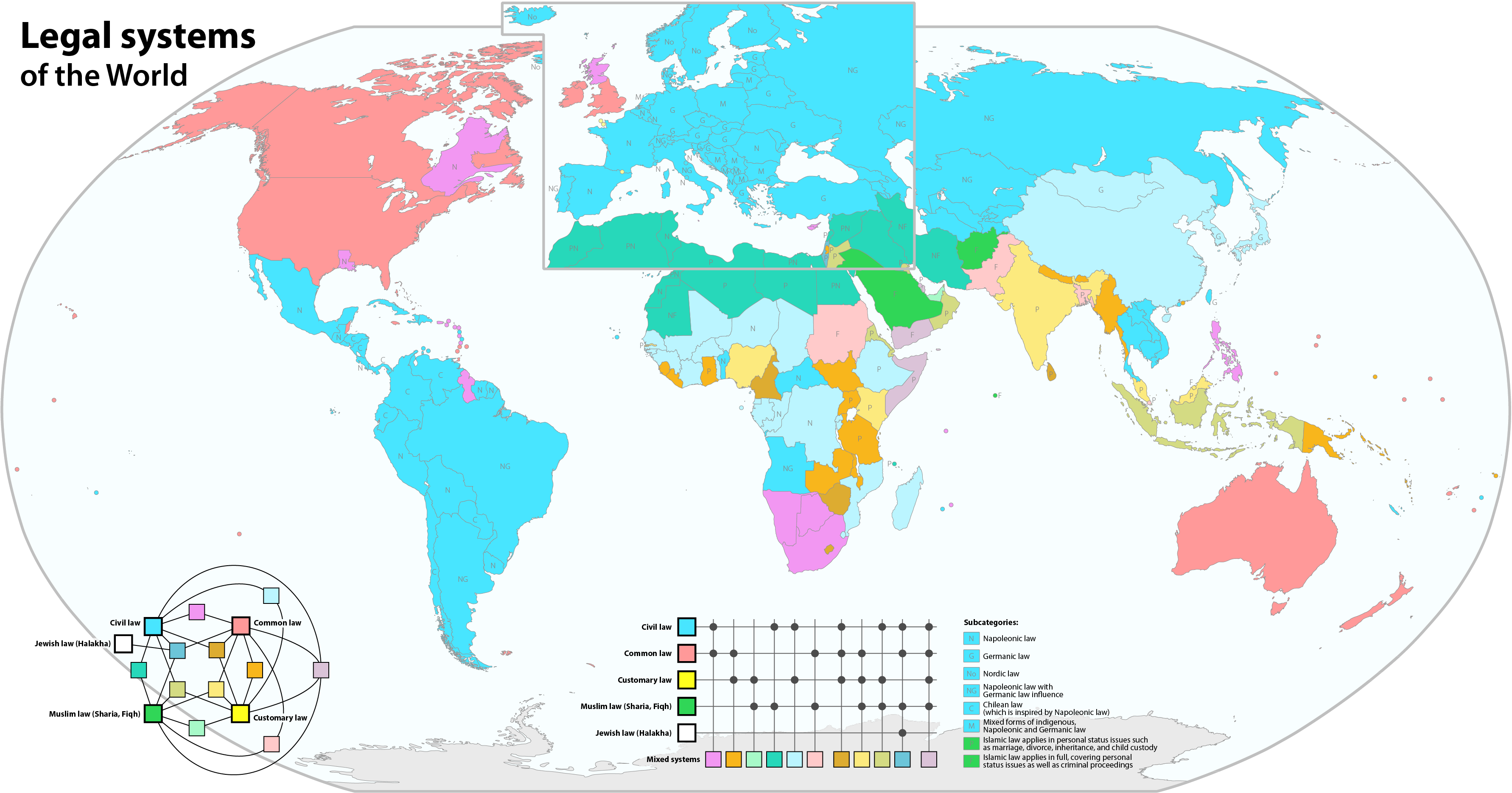
Sistemas legais do mundo}}

- O jus gentium (Direito das gentes ou dos estrangeiros), conjunto de normas comuns ao povo romano e aos povos conquistados.
- O jus naturale (Direito natural), que representava o aspecto filosófico do direito. Baseava-se na ideia de que o ser humano é, por natureza, portador de direitos que devem ser respeitados.

Com as invasões bárbaras, embora inicialmente as tribos continuassem a reconhecer suas leis nativas, elas foram fortemente influenciadas pelo direito romano e gradualmente o incorporaram também.
O direito romano, particularmente o Corpus Juris Civilis coletado por ordem de Justiniano I, é a base antiga no qual o direito civil moderno de alguns países se apóia. Em contraste, a Common law (lei comum) é baseada na lei germânica.
O sistema romano-germânico é o sistema jurídico mais disseminado no mundo, baseado no direito romano, tal como interpretado pelos glosadores a partir do século XI e sistematizado pelo fenômeno da codificação do direito, a partir do século XVIII. Pertencem à família romano-germânica os direitos de toda a América Latina, de toda a Europa continental, de quase toda a Ásia (exceto partes do Oriente Médio) e de cerca de metade da África.

## A religião
A Roma antiga contribuiu grandemente para o desenvolvimento do cristianismo. O cristianismo desempenhou um papel de destaque na formação da civilização ocidental pelo menos desde o século IV. A Igreja Católica de Roma possui mais de dois mil anos de história, sendo a mais antiga instituição do mundo ainda em funcionamento. Sua história é integrante à História do Cristianismo e a história da civilização ocidental.
A Igreja Católica conta aproximadamente com 1,2 bilhões de membros  (ou seja, mais de um sexto da população mundial e mais da metade de todos os cristãos,), distribuídos principalmente na Europa e nas Américas mas também noutras regiões do mundo. Sua influência na História do pensamento bem como sobre a História da arte é considerável, notadamente na Europa.

### Mitologia Romana

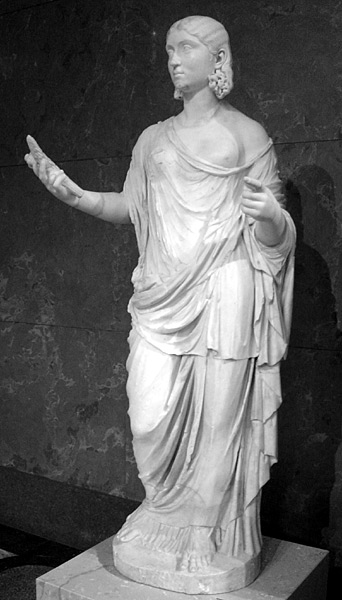
Estátua da deusa Ceres carregando uma fruta.

Durante quase toda a sua história, os romanos mantiveram a crença numa série de deuses. Era uma religião sem doutrinas ou dogmas. Entre os deuses e os seres humanos estabelecia-se um único compromisso: aqueles davam proteção e estes retribuíam com oferendas[carece de fontes?].
A princípio, os deuses não tinham formas definidas[carece de fontes?]. A partir do contrato com os gregos, contudo, eles passaram a ser identificados com as divindades do Olimpo e ganharam fisionomia e paixões humanas. Assim, o deus supremo da mitologia grega, Zeus, chamava-se Júpiter entre os romanos; Hermes, protetor do comércio na Grécia, tinha em Roma o nome Mercúrio; Ares, deus grego da guerra, era Marte para os romanos; Afrodite, deusa do amor na Grécia, em Roma era Vênus e assim por diante.
Além da influência grega, os romanos incorporaram outras de cultos orientais, como os de Ísis e Osíris, do Egito, e de Mitra, provavelmente da Pérsia. Todos esses deuses foram admitidos no Panteão romano – templo dedicado ao culto de diversas divindades.

### O cristianismo
Por volta do ano 50, o cristianismo começou a ser divulgado em Roma.
Com o imperador Nero, tiveram início as perseguições aos cristãos, que passaram a ser detidos, queimados vivos ou usados para proporcionar diversão nas arenas dos anfiteatros.
A propagação do cristianismo se acentuou no século III, quando teve início o enfraquecimento do Estado romano, particularmente afetado pela crise do escravismo. Foi nesse contexto que o imperador Constantino assinou, em 313, o Édito de Milão, concedendo liberdade religiosa aos cristãos.
Finalmente, em 391, o imperador Teodósio I impôs o cristianismo como religião oficial do Império Romano e proibiu o culto aos antigos deuses romanos.